# 일반 항공
일반 항공(一般航空, General aviation, GA)은 항공사를 통한 상업 항공을 민간 항공을 두루 일컫는 용어이다. 일반 항공편의 범위는 글라이더와 전동 낙하산에서부터 기업 비즈니스 제트기에 이른다. 세계 항공 교통량의 상당수가 이 분류에 속하며 세계 공항의 대부분은 특히 일반 항공 역할을 하고 있다.
일반 항공은 상업용과 비상업용 등 다양한 활동을 아우르는데, 비행 클럽, 비행 교육, 항공 살포, 경비행기 제조 및 유지보수가 이에 포함된다.

## 전 세계

### 유럽
2003년 중앙 EU 관제국으로서 유럽 항공 안전청이 설립되었으며 국가 기관으로부터 내공성, 환경 규제를 법률로 제정하는 책임을 지고 있다.

#### 영국
영국에 등록된 21,000대의 민간 항공기 중에, 96퍼센트가 GA로 운영되고 있다.

## 같이 보기
- 상업 항공